# Christopher van Huizen
Christopher James van Huizen (* 28. November 1992 in Singapur) ist ein singapurisch-niederländischer Fußballspieler.

## Karriere

### Verein
Christopher van Huizen stammt aus dem Nachwuchs von Geylang International und stand anschließend von 2010 bis 2014 bei den Tampines Rovers unter Vertrag. Der Verein spielte in der ersten singapurischen Liga, der S. League. 2015 wechselte er zu den Singapore LionsXII. Die Lions Twelve waren ein Fußballverein aus Singapur, der von 2012 bis 2015 in der höchsten Liga von Malaysia, der Malaysia Super League, spielte. 2015 gewann er mit dem Klub den Malaysia FA Cup. Im Endspiel besiegte man Kelantan FA mit 3:1. 2016 kehrte er zu den Tampines Rovers zurück. Einen Zweijahresvertrag unterschrieb er Anfang 2017 beim ebenfalls in der ersten Liga spielenden Home United. 2018 feierte er dort zwar die Vizemeisterschaft, schloss sich aber nur kurze Zeit später dem Ligarivalen Geylang International an. Anfang 2022 unterschrieb er einen Einjahresvertrag beim Ligarivalen Tampines Rovers. Für die Rovers betritt er 20 Erstligaspiele. Zu Beginn der Saison 2023 unterschrieb er einen Vertrag bei den ebenfalls in der ersten Liga spielenden Lion City Sailors. Am Ende der Saison 2023 feierte er mit den Sailores die Vizemeisterschaft. Am 9. Dezember 2023 stand er mit den Sailors im Finale des Singapore Cup. Hier besiegte man Hougang United mit 3:1. Am 4. Mai 2024 gewann er mit den Sailors den Singapore Community Shield. Das Spiel gegen Albirex Niigata (Singapur) wurde mit 2:0 gewonnen. Am Ende der Saison 2024/25 feierte er mit den Sailors die Meisterschaft. Am 18. Mai 2025 bestritt er mit den Sailors das Finale der AFC Champions League Two. Hier musste man sich im heimischen Bishan Stadium dem Sharjah FC mit 1:2 geschlagen geben. Am 31. Mai 2025 stand er mit den Sailors im Endspiel des Singapore Cup. Das Finale gegen die Tampines Rovers gewann man mit durch ein Tor von Bart Ramselaar mit 1:0.

### Nationalmannschaft
Am 12. November 2015 debütierte van Huizen für die singapurische A-Nationalmannschaft im WM-Qualifikationsspiel gegen Japan (0:3). Bis heute kommt er noch in unregelmäßigen Abständen zum Einsatz, zuletzt am 14. Juni 2022 beim 6:2-Sieg in der AFC-Cup-Qualifikation gegen Myanmar.

## Erfolge
Singapore LIONSXII
- Malaysischer Pokalsieger: 2015

Lion City Sailors
- Singapurischer Meister: 2024/25
- Singapurischer Vizemeister: 2023
- Singapore Cup-Sieger: 2023, 2025
- Singapore Community Shield: 2024
- AFC Champions League Two: 2024/25 (Finalist)